# Российский магазин
«Российский магазин» — журнал історико-археографічного профілю, видавав член-кореспондент Петербурзької АН Ф.Туманський (СПб., 1792—94, ч. 1—3). У 1-му числі журналу викладено програму видання — публікувати історичні, географічні, статистичні, топографічні та інші відомості, що стосуються пізнання Росії. Видавець закликав читачів до співпраці, заохочував висловлювати свої міркування з приводу опублікованих матеріалів. Епіграфом до журналу взяв сентенцію Квінта Горація Флакка «І дим Вітчизни нам солодкий». Опублікував описи м. Санкт-Петербург, звичаїв та обрядів населення В'ятської і Великопермської єпархії, народів Сибіру, Камчатки, короткий опис життя генерал-майора К.-Г. фон Манштейна, походу російського імператора Петра I на Каспійське узбережжя 1722 та карту, генеалогію роду князів Долгорукових, двірцеві записи 1696 та ін. Він заявив себе також як український археограф. У редакційній передмові до 2-го числа журналу Ф.Туманський звертався до читачів із закликом вивчати історію свого краю — Малоросії, яку він розглядав як частину цілого — Російської імперії. Закликав збирати старовинні документи, предмети старовини. Опублікував універсал Б.Хмельницького, даний під Білою Церквою (8 травня 1648), у передмові зазначав, що копії універсалу були в багатьох, опублікував «Летописец Малыя России» (літопис Г.Граб'янки) (1793, ч. 2—3), який розшукував «по монастирях, полкових та сотенних архівах», порівнював його з іншими списками й визнав найкращим. У своїй археографічній роботі видавець здійснював порівняння списків, виявляв помилки при переписуванні, тлумачив і перекладав з української російською мовою деякі поняття, уточнював назви населених пунктів та ін. Надрукував у перекладі з польської мови лист литовського канцлера Л.Сапіги до унійного єпископа Полоцького Йосафата Кунцевича (1622), в котрому канцлер застерігав єпископа, що насильне насадження унії може призвести до загибелі Речі Посполитої, а також лист Феофана Прокоповича до професора Петербурзької АН Х.-Ф.Гросія. В перекладі з англійської опубліковано уривки із щоденника П.Гордона за 1684—85, коли він перебував в Україні. Надруковані записи про вибори на Запорожжі 1749 кошового отамана, суддів, писарів, осавулів. Журнал мав передплатників в Україні.